# کوه ببیان
 کوه ببیان  کوهی است در جنوب بخش مرکزی شهرستان بستک و در شمالدهستان مهران و در جنوب ایران.
کوه ببیان رشته کوه بلندی است به ارتفاع تقریبی ۲۱۱۵ 
قدم از سطح دریا، این کوه در جنوب شرقی دهستان گوده واقع شده‌است.

## محصولات
محصولات این کوه:
- انغوزه.
- بنه .
- خهر یا همان غهر .
- قارچ کوهی .
- برکو (میوه سبز رنگ اندازه دانه عدس  و نخود حاوی روغن طبیعی همان بنه است.

- آویشن.
- آدامس کوهی یا به قول رودباری ها ، خیی .
- مرو تلخ.که خاصیت درمانی معجزه آسایی دارد.
- پونه.
- اسطوقدوس (گیاهی خوشبو که با چای مصرف می‌شود).
- خاکشیر.
- مرو تلخ.
- کیون.
- بادام کوهی.
- مرو خوش .

و دیگر گیاهان داروئی، و همچنین درختهای تنومندی مانند کُور، کُنار، کِرت، سمر، کُوهِنگ، بنه، سَلَم در پایه این کوه زیاد وجود دارد که اهالی برای زغال و هیزم از آن استفاده می‌نمایند.